# Паслін чорний
Чорний або європейський чорний паслін (Solanum nigrum) — вид рослин родини пасльонові.

## Назва
В англійській мові має назву дослівно «чорна нічна темрява» (англ. black nightshade).

## Будова
Однорічна рослина. Має 30–120 см заввишки, листя 4–7,5 см, овальне або серцеподібне, з хвилястими або зубчастими краями. Квітки мають зеленуваті або білуваті пелюстки, що завиваються з віком та оточують яскраво-білі пильники. Плоди овальні чорні ягоди, зібрані у невеликі кластери. Усі частини рослини містять токсичну речовину - соланін. У найбільшій кількості він міститься в недозрілих ягодах, поїдання яких приводить до сильних отруєнь, в тому числі — летальних.

## Поширення та середовище існування
Це досить поширена рослина, що росте у багатьох вкритих лісом районах та районах з антропогенним впливом.  Походить з Євразії та був інтродукований до Америки і Австралії.

## Практичне використання
Незважаючи на отруйність зелених плодів, рослину вживали в їжу під час голодних років і зараз вживають в Африці та Індії. В Греції та Туреччині варені листя вживають як овоч і мають назву horta.  В США з плодів цього пасльону роблять пироги. Рослину легко сплутати зі смертельно отруйною беладоною.

## Галерея

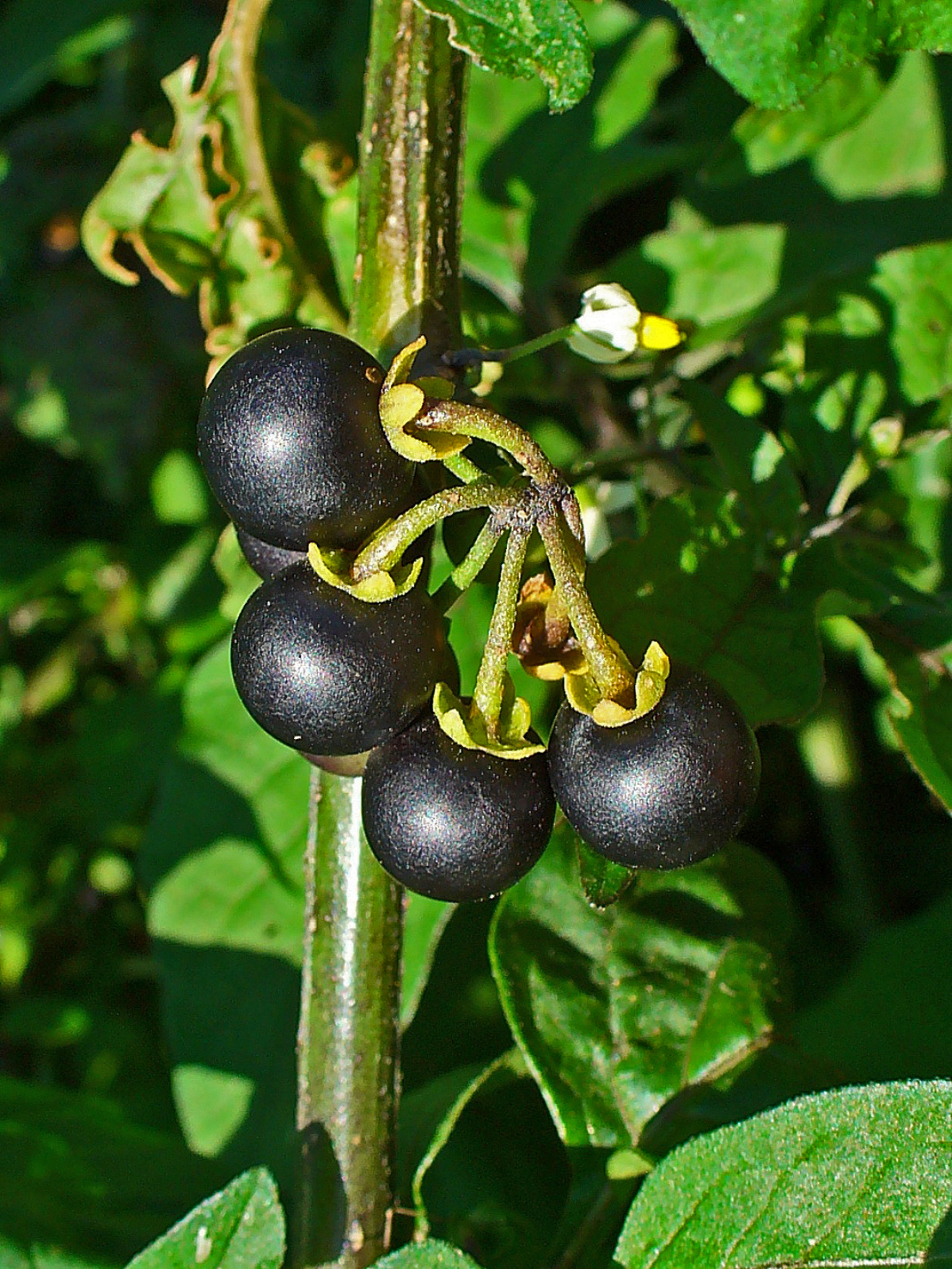
Плоди
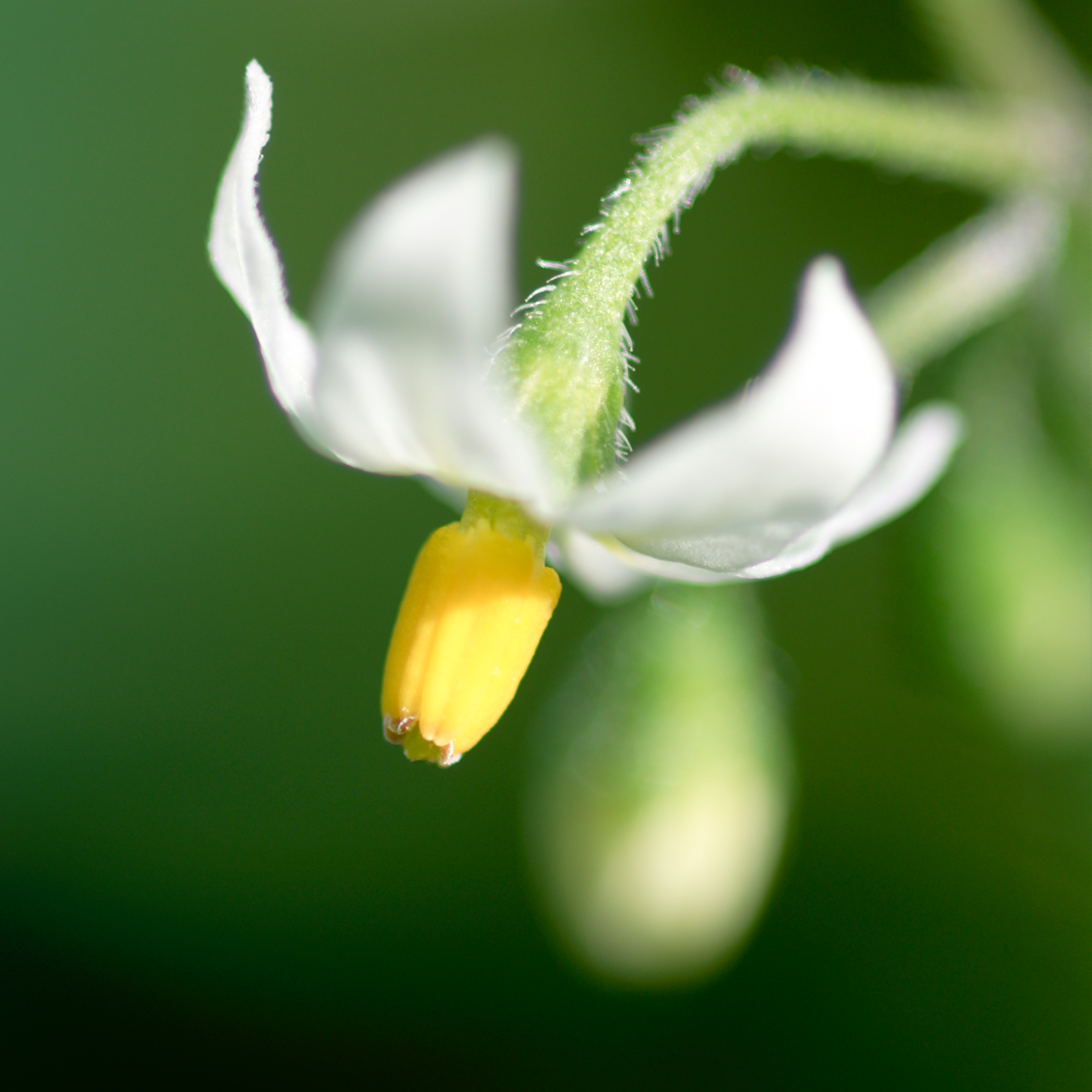
Квітка
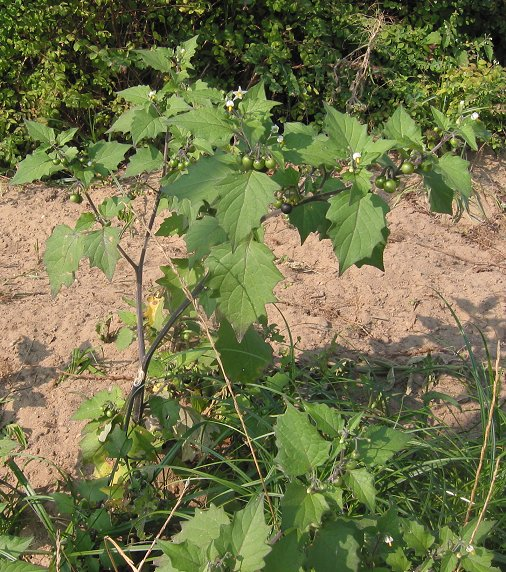
Зовнішній вигляд